# Édouard Desor

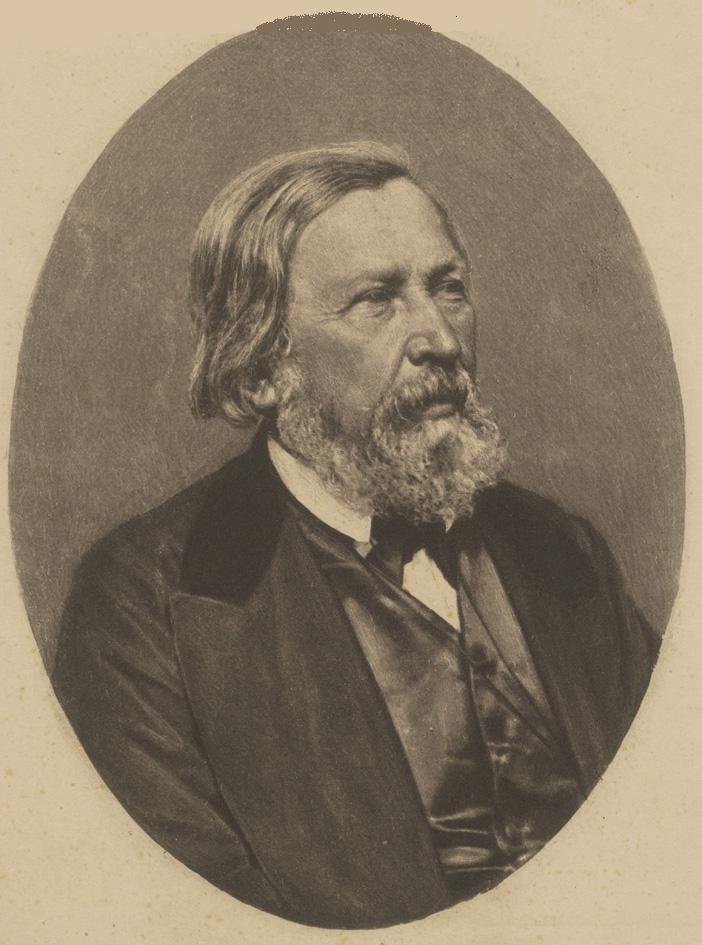
Édouard Desor

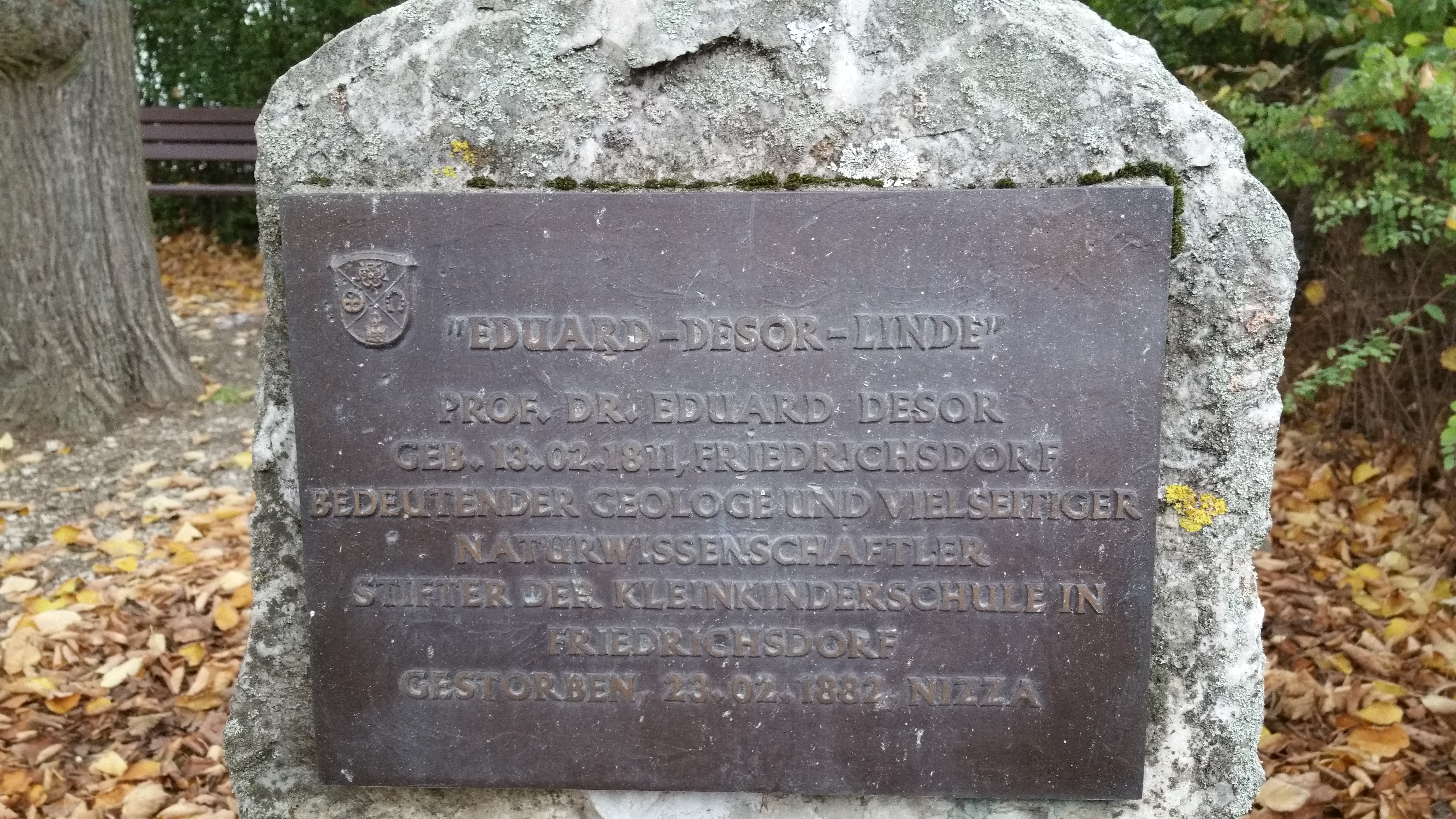
Gedenkstein an der „Eduard-Desor-Linde“ in Friedrichsdorf, N 50° 15' 12" O 8° 38' 9"

Pierre Jean Édouard Desor (* 13. Februar 1811 in Friedrichsdorf; † 23. Februar 1882 in Nizza) war ein deutsch-schweizerischer Geologe und Politiker.

## Leben
Die Familie Desor war hugenottischer Abstammung und hatte in ihrem deutschen Exil die französische Sprache beibehalten. Édouard Desor besuchte das Gymnasium in Hanau und studierte danach in Gießen, wo er Mitglied des Corps Hassia wurde, und in Heidelberg Rechtswissenschaft, und ging 1832, da man gegen ihn wegen seiner Teilnahme am Hambacher Fest polizeilich ermittelte, nach Paris, wo er sich mit Privatstunden durchschlug. Sein Interesse galt nun den Naturwissenschaften und er begann Carl Ritters Erdkunde ins Französische zu übersetzen. In Paris besuchte er auch die Lektionen des Geologen Élie de Beaumont. Von Paris kam er nach Bern zur Familie des liberal denkenden Arztes Philipp Friedrich Wilhelm Vogt, den er von Gießen her kannte. Auch in Bern ernährte sich Desor von Privatstunden. 1837 suchte der Naturforscher Louis Agassiz, der an einem großen Werk über die versteinerten Fische arbeitete, einen Sekretär. Vogt empfahl Desor, und dieser siedelte daraufhin nach Neuchâtel über. Als Sekretär von Agassiz arbeitete sich Desor in die Naturwissenschaften ein.
Er beteiligte sich dann an Agassiz’ Forschungen und bestieg 1841 zusammen mit James David Forbes die Jungfrau. Er besuchte Skandinavien, um dort Findlinge zu untersuchen. 1847 schlug er die Dan-Stufe (Danium) vor, die er aber damals noch zur Kreide stellte. Heute ist das Danium die unterste Stufe des Paläozäns (Paläogen).
1847 ging Desor in die USA, erhielt eine Anstellung in der Coast Survey und nahm an der geologischen Aufnahme der Mineraldistrikte am Oberen See und des Staats Pennsylvania teil. In Michigan sind ein See und der Mount Desor nach ihm benannt. 1848 wurde er in die American Academy of Arts and Sciences und 1862 in die American Philosophical Society gewählt.
1852 folgte er dem Ruf seines Bruders Fritz, der sich als Arzt in Boudry bei Neuenburg niedergelassen hatte, und kehrte nach Neuenburg zurück. Auf Antrag der Naturforscher Henri Ladame und Louis Coulon wurde er dort unverzüglich mit naturwissenschaftlichen Vorträgen an den Auditoires betraut, die einer Fortsetzung des Gymnasiums entsprachen. Er war mitbeteiligt an der Neugründung der Universität Neuenburg (1866) und übernahm dort bis 1868 die Professur der Geologie. 1859 bürgerte er sich in Les Ponts-de-Martel (Kanton Neuenburg) ein. Im Wahlkreis der Stadt Neuenburg wurde er in das Kantonsparlament gewählt. Er beantragte die Wiederherstellung der Akademie, an deren Spitze er ununterbrochen wirkte. Er wurde auch zum Mitglied des Schulrats des Polytechnikums ernannt und ins eidgenössische Parlament gewählt. Von 1866 bis 1869 vertrat er den Kanton Neuenburg im Ständerat, nach den Parlamentswahlen 1869 bis 1875 im Nationalrat, Im Jahr 1873 war er Nationalratspräsident.
Im Winter 1863–1864 unternahm er mit Arnold Escher von der Linth und Charles Frédéric Martins eine wissenschaftliche Reise nach Algerien und der Sahara. 1866 präsidierte er bei dem ersten anthropologischen Kongress in Neuenburg.

## Auszeichnungen
- 1860: Verleihung des Ehrendoktors der Universität Basel (für seine Synopsis des échinides fossiles)

## Werke
- Agassiz und seiner Freunde geologische Alpenreisen in der Schweiz, Savoyen und Piemont (deutsch von Carl Vogt, 1841, 2. Aufl., Frankfurt 1847; Digitalisat)
- De l'Orographie des Alpes dans ses rapports avec la géologie (Neuchâtel 1862)
- Synopsis des Echinides fossiles (Paris 1858)
- Über den Gebirgsbau der Alpen (Wiesbaden 1865)
- Echinologie helvétique (mit Loriol, Wiesbaden 1869–72)
- Aus Sahara und Atlas (vier Briefe an Justus von Liebig) (Wiesbaden 1865)
- Monographie über die Pfahlbauten des Neuenburger Sees (deutsch von Mayer, Frankfurt 1866)
- Le bel âge du bronze lacustre en Suisse (mit Favre, Paris 1874).

## Ausstellung
- 2011: zum 200. Geburtstag: Kelten, Seeigel, Gletscherflöhe. Édourd Desor. Heimatmuseum Seulberg mit Begleitband von Erika Dittrich und Thomas Klein